# Alain de Mendonça
Pour les articles homonymes, voir Mendonça.
 (juillet 2025).
Alain de Mendonça (né le 31 janvier 1970) est un entrepreneur français, cofondateur du groupe Karavel-Promovacances avec Folco Aloisi, spécialiste de la vente de séjours en ligne, qui regroupe notamment les sites Promovacances.com (repris en 2001), Partirpascher.com (repris en 2008), ABcroisiere.com (repris en 2008), Unmondeadeux.com (repris en 2010) et Ecotour (repris en 2015). 
Il est également président du groupe FRAM de 2015 à 2024 (depôt de bilan le 30 octobre 2015), à la suite de la décision du tribunal de commerce de Toulouse, étant préféré à NG Travel et à DocteGestio même si ce dernier avait l'appui de George Colson, l'ex-PDG de FRAM,,,.
Le 13 septembre 2024, Alain de Mendonça quitte le groupe Karavel-FRAM-Promovacances, Cyrille Fradin, CEO adjoint, lui succède au poste de Président du groupe.

## Biographie
Diplômé de NEOMA Business School, où il occupait le poste de président de Neoma Reims Conseil, la Junior-Entreprise (1991-1992), il commence sa carrière au Canada, à Montréal, où il travaille deux ans pour Air France avant de rentrer en France pour rejoindre Procter & Gamble jusqu'en 1998. Il choisit alors de poursuivre ses études à Harvard et obtient un MBA en 2000,,. C'est sur le campus de Harvard qu'il a l'idée de Karavel, à la suite de nombreuses conférences d'entrepreneurs,,. Encouragé par un de ses professeurs, il lance le projet Karavel avec Folco Aloisi, diplômé de l'X et alors étudiant au MIT,. Le site est lancé en mai 2001, et les deux jeunes associés convainquent Christian Blanc, l'ex-PDG de Air France de les parrainer, même si l'époque est peu propice à l’éclosion des jeunes pousses. 
Les attentats du 11 septembre 2001 portent un coup à la croissance de la jeune société. Alain de Mendonça, qui cherche de nouvelles opportunités pour doper le chiffre d'affaires de la société, saisit l’occasion de racheter Promovacances, un site de vente de voyages en difficulté et alors placé en dépôt de bilan par Denys Chalumeau,, également fondateur du site seloger.com. 
En plein éclatement de la bulle Internet et crise du tourisme, il s’attaque avec ses équipes à la restructuration de la société. Le résultat : un modèle d'entreprise original qui combine les activités de producteur et de distributeur de voyages sur internet. Karavel-Promovacances est bénéficiaire dès sa 2e année d’exercice et, dans un marché affecté par les attentats, la guerre d'Irak et le Sras en Asie, les ventes du groupe progressent rapidement.
En 2005, Karavel, sous la houlette de son fondateur, choisit d’intégrer le groupe Amadeus, tout en demeurant une entité à part entière, avec un positionnement, un savoir-faire et une équipe de management propres,,.  
En octobre 2007, l’aventure prend un nouveau tournant : Alain de Mendonça redevient propriétaire de Karavel-Promovacances au côté du fonds Barclays PE, un investisseur en capital expérimenté, pour un montant de 75 millions d'euros. La formule de MBO choisie permet à plus du tiers des salariés de prendre une part dans le capital de la société,,.
En novembre 2015, après une longue bataille qui aura duré plusieurs mois, Karavel, appuyé par LBO France, met la main sur FRAM-Plein Vent, l'une des marques emblématiques du tourisme en France,. Alain de Mendonça engage alors avec ses équipes une opération de restructuration profonde pour moderniser la marque et rattraper le retard technologique . 